# Amt Pretzsch
Das Amt Pretzsch war eine im Kurkreis gelegene territoriale Verwaltungseinheit des 1806 in ein Königreich umgewandelten Kurfürstentums Sachsen. 
Bis zur Abtretung an Preußen im Jahr 1815 bildete es als sächsisches Amt den räumlichen Bezugspunkt für die Einforderung landesherrlicher Abgaben und Frondienste, für Polizei, Rechtsprechung und Heeresfolge.

## Geographische Ausdehnung
Das Gebiet des kleinen Amts Pretzsch lag beiderseits der Elbe zwischen Torgau im Südosten und Wittenberg im Nordwesten. Die Exklave Wörblitz befand sich südlich des Amts an der Elbe. Die Exklave Zörnigau lag nördlich der Elbe im Kreisamt Wittenberg. Das Amtsgebiet liegt heute im Land Sachsen-Anhalt und gehört zum Landkreis Wittenberg.

## Angrenzende Verwaltungseinheiten
|                     | Amt Schweinitz                               | Amt Schweinitz         |
| Kreisamt Wittenberg | Kompassrose, die auf Nachbargemeinden zeigt  | Amt Annaburg (Exklave) |
| Amt Düben           | Amt Torgau und Kreisamt Wittenberg (Exklave) | Amt Schweinitz         |

## Geschichte
Die aus dem 10. Jahrhundert stammende Wasserburg Pretzsch stand im Jahr 1313 unter der Landesherrschaft der askanischen  Herzöge von Sachsen. Nach der Leipziger Teilung 1485 gehörte das Amt zur ernestinischen Linie der Wettiner. Seit der Niederlage der Ernestiner im Schmalkaldischen Krieg im Jahr 1547 (Wittenberger Kapitulation) stand es unter der Herrschaft der Albertiner.
Bis 1689 war die Herrschaft Pretzsch verlehnt, gelangte dann in unmittelbaren kurfürstlichen Besitz. In Folge der Niederlage des Königreichs Sachsen wurden auf dem Wiener Kongress im Jahr 1815 Gebietsabtretungen an das Königreich Preußen beschlossen, was u. a. den gesamten Kurkreis mit seinen Ämtern betraf. Das Amt Pretzsch wurde dem neu gegründeten  Landkreis Wittenberg in der preußischen Provinz Sachsen zugeordnet.

## Zugehörige Orte
Um 1800 lebten im Amt Pretzsch 3000 Einwohner in einer Stadt und zwölf Dörfern. 
Städte
- Pretzsch

Dörfer
| - Düßnitz - Gehmen - Groß-Korgau - Kleindröben | - Klein-Korgau - Körbin - Merschwitz - Patschwig | - Priesitz - Sachau - Wörblitz (Exklave südlich des Amts an der Elbe) - Zörnigall (Exklave nordöstlich von Wittenberg) |

Vorwerke
Zum Amt gehörten drei Vorwerke.
Wüstungen
Zum Amt gehörten 16 wüste Marken.

## Amtmänner
- 1749–1758 Gottlob Adolph Renner